# Ceraclea perplexa
Ceraclea perplexa là một loài Trichoptera trong họ Leptoceridae. Chúng phân bố ở miền Cổ bắc.